# Kalvarija (ciutat)
Kalvarija ( escoltar (?·pàg.)) és una ciutat situada al sud-oest de Lituània, al districte municipal de Šakiai (Comtat de Marijampolė), prop de la frontera amb Polònia.

## Nom
Algunes variants del nom Kalvarijos, Kalvariya, Kalwarja, així com Kalwaria en polonès, Kalvarye en ídix, Kalvarien en alemany, Calvaria, Kalvaria, Kalwariya, i Kalwarya. La ciutat porta el nom de Gòlgota també coneguda com el Calvari.

## Ciutats agermanades
Kalvarija està agermanada amb:
- Pieve d'Alpago a Itàlia
- Kalwaria Zebrzydowska a Polònia